# Doespolder
De Doespolder is een polder en een voormalig waterschap gelegen aan de Does ten zuiden van Hoogmade in de Nederlandse provincie Zuid-Holland, in de voormalige gemeente Woubrugge (thans gemeente Kaag en Braassem). 
De Doespolder was in 1627 ontstaan na de samenvoeging van de Dammis Florisz. polder en de Claes Rijnenburgerpolder.
Het waterschap was verantwoordelijk voor de vervening, drooglegging en later de waterhuishouding in de polders.
De polder werd bemalen door de Doesmolen.

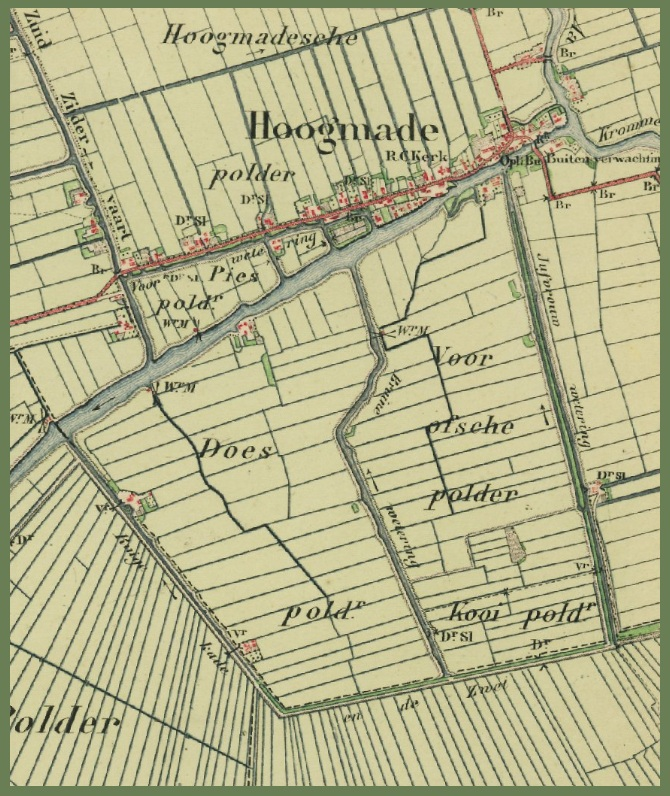
De Doespolder en Hoogmade in 1876
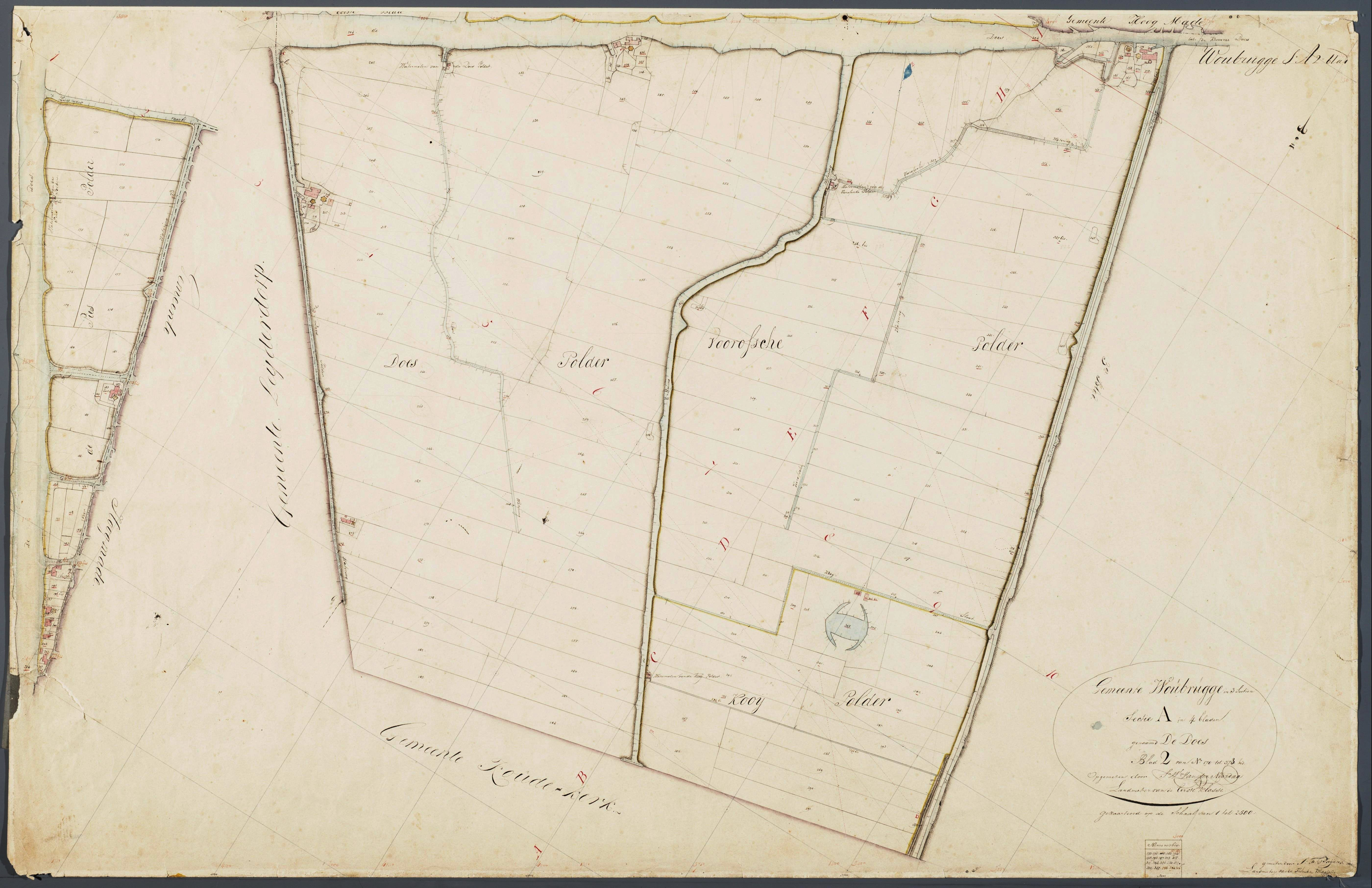
Kadasterkaart van de Doespolder (1829)
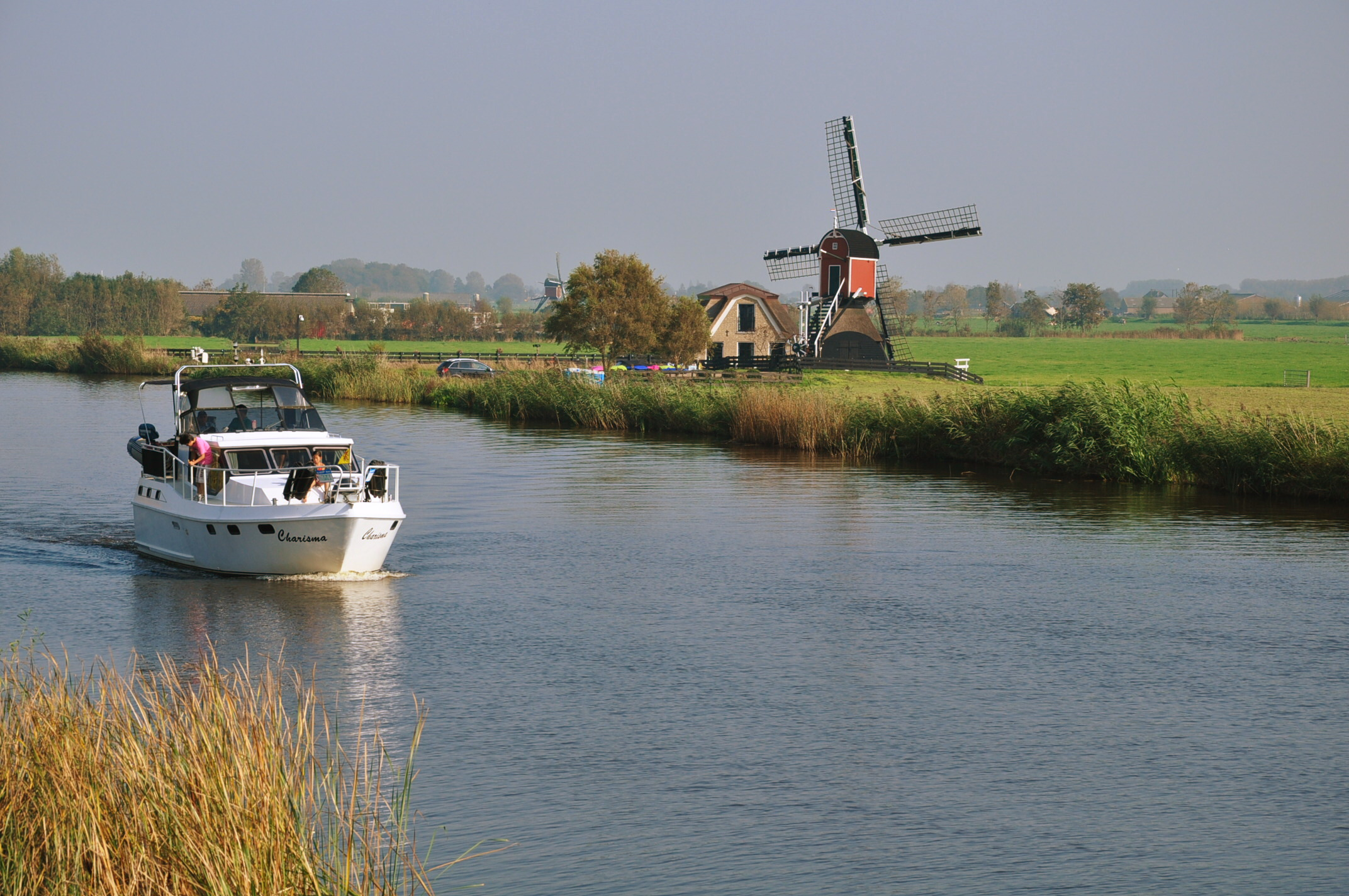
De Doesmolen in de Doespolder aan de Does